# Setterich
Setterich ist ein östlicher Stadtteil von Baesweiler in der Städteregion Aachen. Er ist nach dem Hauptort Baesweiler der deutlich größte Stadtteil. Einen größeren Bevölkerungszuwachs hatte der Ort nach dem Zweiten Weltkrieg wegen des Steinkohlebergbaus. Zahlreiche Bergleute der Grube Emil Mayrisch im benachbarten Siersdorf wurden hier angesiedelt.

## Geschichte

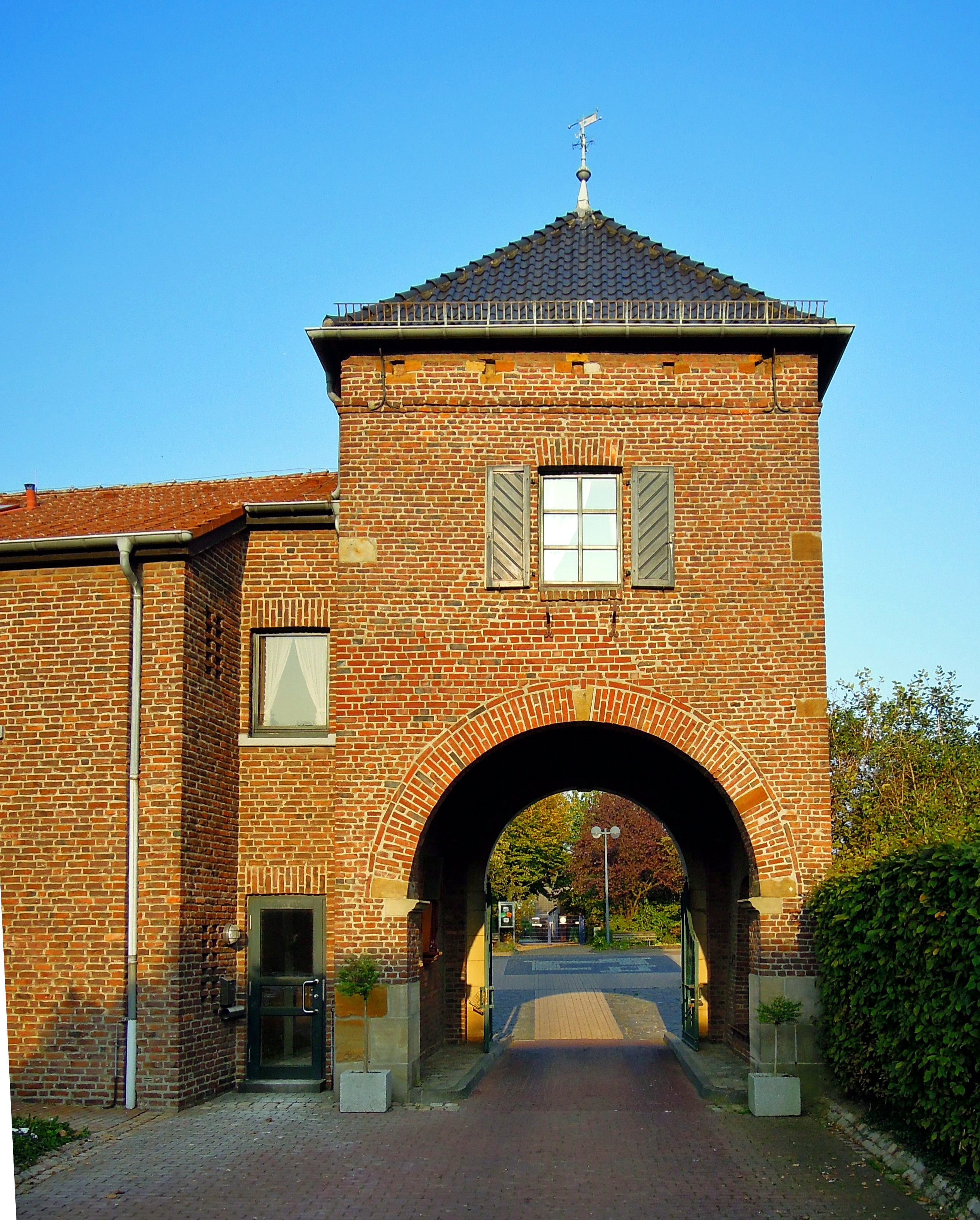
Torbau der Burg Setterich

Die Ursprünge des Orts liegen im Dunklen. Die erste urkundliche Erwähnung aus dem Jahr 1119 bezieht sich auf die Kirche. Daraus ist zu schließen, dass der Ort bereits vorher existierte. Territorial gehörte Setterich bis zur französischen Neuordnung der linksrheinischen Gebiete zum Herzogtum Jülich.
Vor dem Ersten Weltkrieg bildete Setterich zusammen mit Siersdorf (heute zu Aldenhoven) und Schaufenberg (heute zu Alsdorf) die Bürgermeisterei Setterich. Vor 1935 gehörte Setterich als selbständige Gemeinde zum Kreis Jülich und wechselte dann in den Kreis Geilenkirchen. Die Verwaltung befand sich lange Jahre in Immendorf (Amt Immendorf-Würm), erst 1961 wurde Setterich zu einer Kommune mit eigener Verwaltung. Diese Selbständigkeit währte aber nur bis zur kommunalen Gebietsreform, die am 1. Januar 1972 wirksam wurde. Seitdem ist Setterich ein Stadtteil von Baesweiler und gehört zum Kreis Aachen, der 2009 zur Städteregion Aachen wurde.
Von 1961 bis zur Eingemeindung nach Baesweiler lautete die Postleitzahl „5112 Setterich / über Alsdorf (Kr. Aachen)“.

### Burg Setterich
Die Burg Setterich gehörte seit Beginn des 15. Jahrhunderts der Familie von Reuschenberg, einer der einflussreichsten landadeligen Familien des Herzogtums Jülich im 16. und 17. Jahrhundert. Ihre Mitglieder bekleideten wichtige Positionen in der Regionalgeschichte und in verschiedenen Orden, insbesondere im Deutschen Orden. Von der Wasserburg existiert nur noch das um 1640 errichtete Torhaus. Die restlichen Gebäude wurden um 1820 abgebrochen. Heute befindet sich auf dem Gelände ein Wohn- und Pflegeheim für Senioren mit dem Torhaus als Zufahrt.

### Wappen

Wappen der ehemaligen Gemeinde Setterich

Der Gemeinde Setterich wurde 1961 durch den nordrhein-westfälischen Innenminister ein Wappen verliehen. Blasonierung: „In Schwarz ein rotbewehrter silberner (weißer) steigender Löwe.“
Der Löwe entstammt dem Wappen der Freiherren von Reuschenberg zu Setterich, welche großen Einfluss im Herzogtum Jülich hatten. Ob der Löwe einen Bezug zum Herzogtum Jülich hat, ist nicht geklärt.

## Bildung
In Setterich gibt es fünf Kindergärten, eine Realschule, in der auch ein Großteil des Unterrichtes der Musikschule Baesweiler stattfindet, und zwei Grundschulen. Die 1969 im Rahmen der großen Schulreform aus den Volksschulen hervorgegangene Hauptschule wurde zum Ende des Schuljahres 2009/2010 wegen zu geringer Schülerzahlen geschlossen.

## Religion

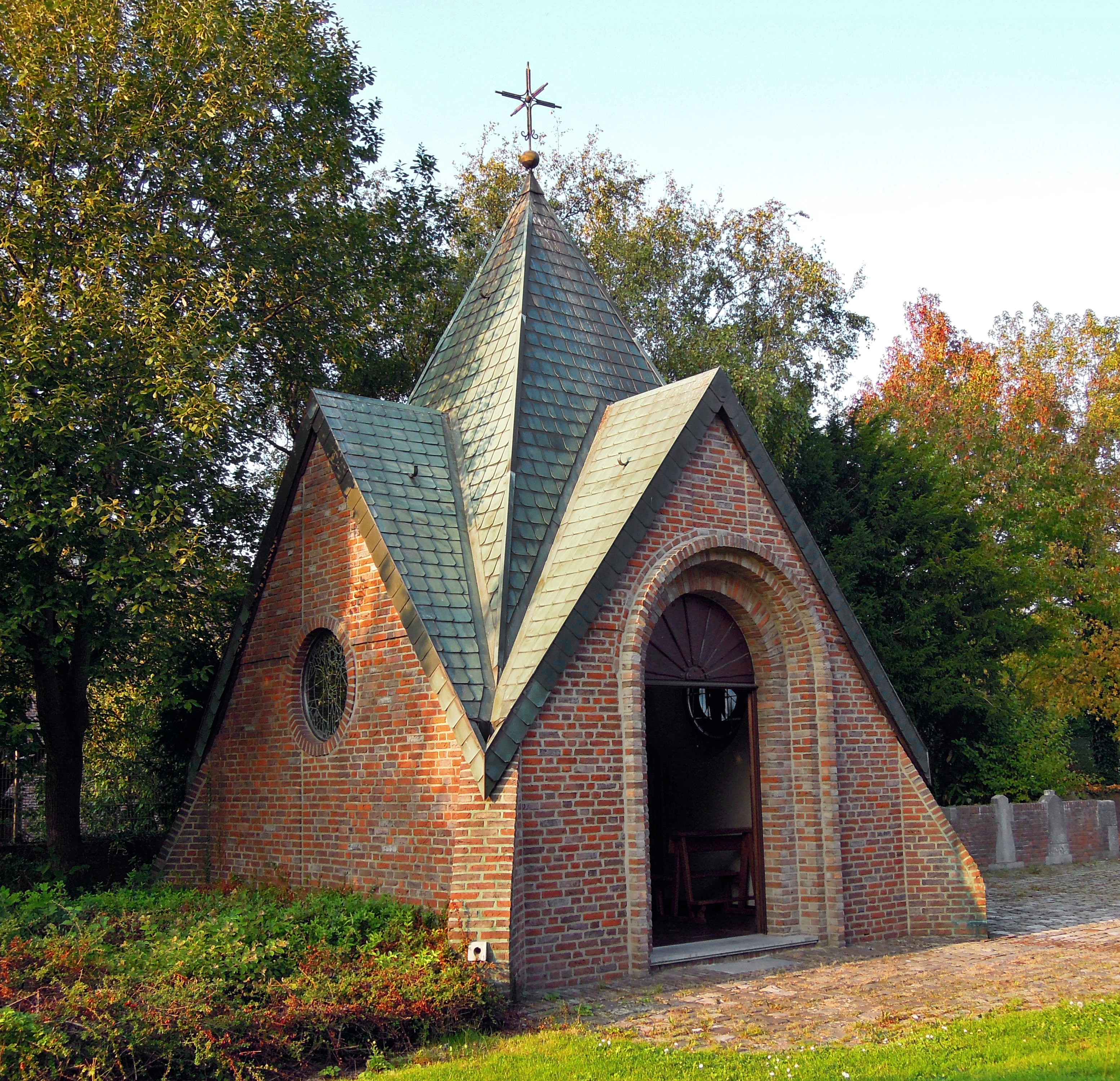
Kapelle nahe der Kirche in Setterich

Bis zur Ansiedlung zahlreicher Bergleute ab dem Jahr 1954 war der Ort weitestgehend römisch-katholisch. Die jüdische Minderheit, etwa 40 von ungefähr 1200 Einwohnern, die ein eigenes Bethaus besaß, wurde zur Zeit des Nationalsozialismus verschleppt und ermordet, falls ihr nicht vorher die Flucht aus Deutschland gelang.
Durch den Bergbau erfolgte zunächst der Zuzug evangelischer Christen, später folgten auch Muslime, überwiegend aus der Türkei und Marokko.
Heute befinden sich im Ort
- die katholische Kirche St. Andreas, die nach Kriegszerstörung 1961 neu errichtet wurde
- die evangelische Gnadenkirche, 1958 eingeweiht
- zwei Moscheevereine, davon einer, der von marokkanischen Muslimen besucht wird und einer, der von türkischen Muslimen aufgesucht wird.

## Verkehr
Setterich lag an der B 57 („Hauptstraße“), die auch durch Alt-Baesweiler verlief (dort „Aachener Straße“). Der erste Teilabschnitt der Umgehungsstraße (B 57 n) wurde im September 2011 eröffnet. Die nächste Autobahnanschlussstelle ist „Aldenhoven“ an der A 44 sowie „Weisweiler“ (seit Ende 2006 „Eschweiler-Ost“) an der A 4.
Die nächsten DB-Bahnhöfe sind „Übach-Palenberg“ und „Geilenkirchen“ an der Strecke Aachen–Mönchengladbach sowie „Eschweiler Hbf“ an der Strecke „Aachen–Köln“. Der nächste Euregiobahn-Haltepunkt ist „Alsdorf-Annapark“. Eine Stichstrecke der Euregiobahn von Alsdorf-Kellersberg nach Baesweiler-Setterich ist in Planung.
In der ersten Hälfte des 20. Jahrhunderts verkehrte durch das heutige Stadtgebiet die Geilenkirchener Kreisbahn auf der Strecke Alsdorf–Baesweiler–Setterich–Puffendorf–Immendorf–Geilenkirchen. Die Strecke wurde 1953 stillgelegt.
Mehrere AVV-Buslinien verbinden Setterich mit sämtlichen Baesweiler Stadtteilen sowie mit Alsdorf, Siersdorf, Schleiden, Aldenhoven, Gereonsweiler, Geilenkirchen und Linnich. An Schultagen fährt zusätzlich die Linie 289 von Rurtalbus.
| Linie | Betreiber | Verlauf |
| ----- | --------- | --- |
| 51    | ASEAG     | Waldfriedhof – Burtscheid – Aachen Hbf – Elisenbrunnen – Aachen Bushof – STAWAG – Carolus Thermen – Alter Tivoli – Scherberg – Würselen – Schleibacher Hof – Alsdorf-Annapark – Neuweiler – Oidtweiler – (Carl-Alexander-Park → Baesweiler Reyplatz →/ Setterich) |
| 71    | ASEAG     | Geilenkirchen Bf – Waurichen – Beggendorf – Baesweiler – Setterich – Siersdorf – Schleiden – Aldenhoven |
| X51   | ASEAG     | Expressbus: Elisenbrunnen – Aachen Bushof – STAWAG – Alter Tivoli – Scherberg – Würselen – Alsdorf-Annapark – Neuweiler – Oidtweiler – (Carl-Alexander-Park – Baesweiler Reyplatz) / (← Setterich)                                                                |
| 280   | Rurtalbus | Linnich-SIG Combibloc – Linnich Markt – Gereonsweiler – Puffendorf B 57 – Setterich – Baesweiler |
| 289   | Rurtalbus | (Verstärkerfahrten) Linnich – Gesamtschule Übach-Palenberg |
| 432   | west      | Geilenkirchen Bf – Prummern – Immendorf – (Apweiler –) Floverich – Loverich – Puffendorf – Setterich – Baesweiler |
| BW1   | ASEAG     | Setterich – Baesweiler – Oidtweiler – Bettendorf |

## Sport
In Setterich gibt es einen Fußballplatz, mit Anlagen für Leichtathletik, und drei Schulturnhallen, die außerhalb der Schulzeit für den Vereinssport genutzt werden. Außerdem gibt es einen Platz des Bogenschützenvereins und den Luftgewehrschießstand der Schützenbruderschaft St. Sebastianus. Ein weiterer Fußballplatz neben der Realschule wurde im Sommer 2012 in ein Baugebiet umgewandelt.
Überregional bekannt ist der Judoverein „JJJC Samurai Setterich“, der mit Jörg und Frank Heynen mehrfache Bronzemedaillengewinner bei Weltmeisterschaften der Masters-Klasse stellte. Weitere große Sportvereine sind der Handballverein „BSC Setterich“ und der Fußballverein „SC 07/86 Setterich“.

## Settericher Windmühle

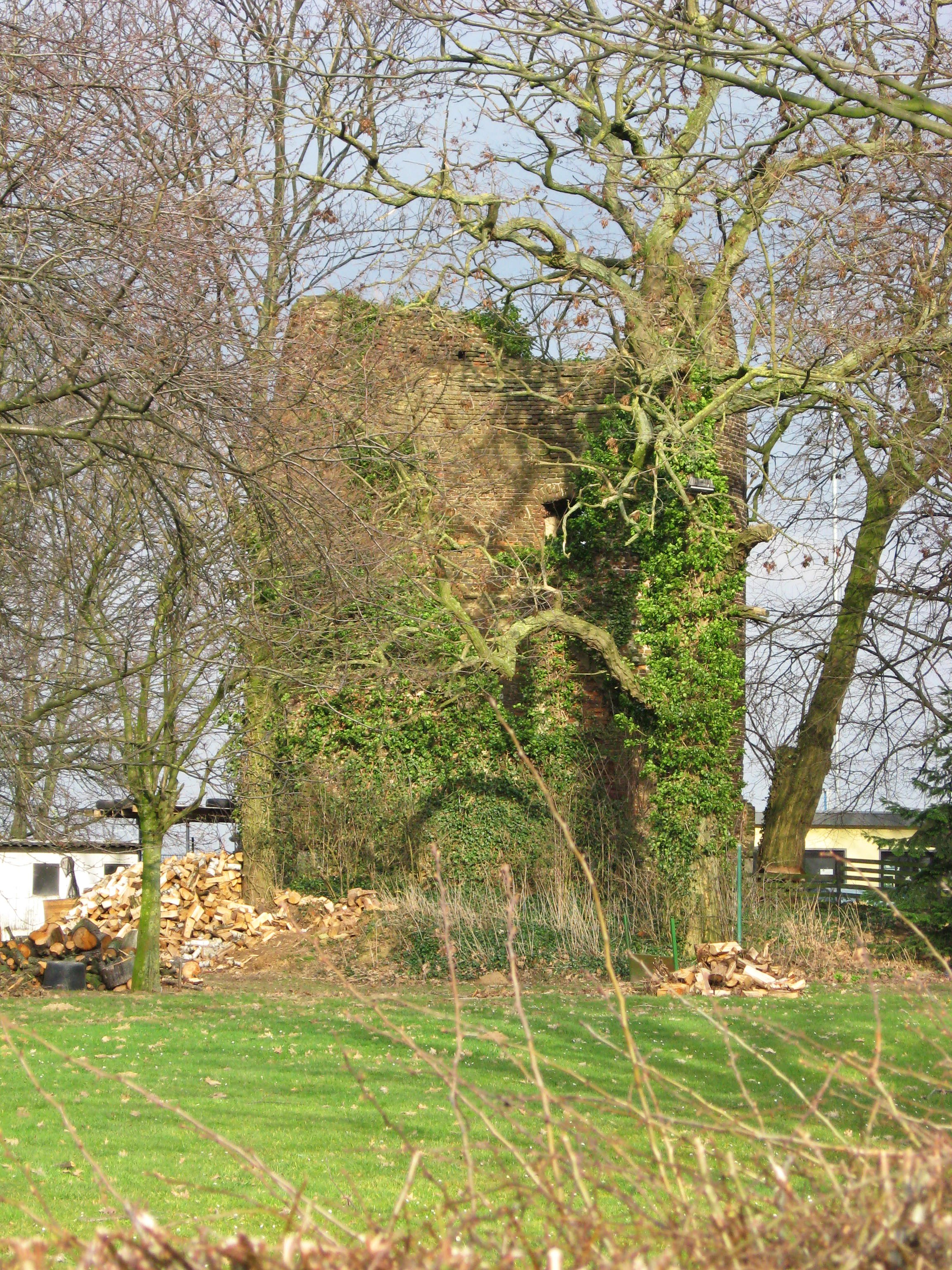
Settericher Windmühle

Auf freiem Feld südöstlich von Baesweiler (Richtung Siersdorf) befindet sich der gemauerte Stumpf der Windmühle, die 1570 von Johann von Reuschenberg errichtet wurde. Die Wahl des Standorts wurde durch die günstigen Westwinde bestimmt. Erstmals urkundlich erwähnt wurde die Windmühle am 3. Februar 1579 in einem Pachtvertrag zwischen Heinrich von Reuschenberg und Theodor Nobis, dem Pächter des „Kleinen Hofes“ in Siersdorf. Sie wurde noch bis 1912 zum Kornmahlen genutzt. Im Zweiten Weltkrieg wurde sie bei der Einnahme von Setterich beschossen, sodass nur noch der Turmstumpf erhalten ist. Die Deutung der Windmühlenruine als Wachturm des Deutschen Ordens ist widerlegt, da das Grundstück immer zu Setterich gehörte und nie der Ordenskommende Siersdorf unterstand.

## Settericher Personen
- Peter Kalde war um 1400 leitender Notar des Kaisers Sigismund
- Johannes Ernst Freiherr von Reuschenberg (getauft am 29. März 1603; † 31. März 1660 in Köln), bayerischer, kaiserlicher und anschließend Pfalz-Neuburger Feldmarschall
- Frans Joseph Alois Schleiden (* 7. März 1896; † 12. Juli 1955 in Kerkrade), Schriftsteller und Pfarrer
- Joseph Stegers (* 1912 in Mönchengladbach; † 2000 in Baesweiler) war von 1946 bis 1992 Pfarrer der katholischen Kirchengemeinde St. Andreas in Setterich. Wegen seiner Verdienste um die Integration der zahlreichen Neubürger wurde ihm 1983 die Ehrenbürgerwürde der Stadt Baesweiler verliehen.
- Heinrich Walter Schmitz (* 1948), Kommunikationswissenschaftler
- Gerd-Günter Voß (* 1950), Soziologe
- Christa Nickels (* 1952), Politikerin der Partei Die Grünen
- Arno Mentzel-Reuters (* 1959), Altgermanist und Buchwissenschaftler
- Ingrid-Gabriela Hoven (* 1960), Volkswirtin